# Michelle Stilwell
Pour les articles homonymes, voir Stilwell.
Michelle Stilwell (née le 4 juillet 1974) est une femme politique et athlète handisport canadienne. Elle est la seule athlète paralympique canadienne à avoir remporté des médailles d'or dans deux événements sportifs différents. Stilwell est élue à l'Assemblée législative de la Colombie-Britannique pour le parti libéral lors des élections provinciales de 2013. Au 5 mars 2019, elle détient le record du monde du 100 m en 18 s 57 et du 200 m en 33 s 19. 
Après avoir été présidente du caucus et secrétaire parlementaire pour Healthy Living and Seniors, Stilwell est assermentée le 2 février 2015 en tant que ministre du Développement social et de l'Innovation sociale de Colombie-Britannique. 

## Biographie
Le père de Stilwell est originaire de Stuttgart, en Allemagne, et sa mère est originaire de la petite communauté d'Ashern, au Manitoba. À l'âge de 17 ans, elle est blessée alors qu'elle chevauche une amie, chutant dans un escalier se brisant la nuque, ce qui la laisse tétraplégique. Elle étudie la psychologie à l'Université de Calgary. 
À Sydney, lors des Jeux paralympiques de 2000, elle et son équipe remportent la médaille d’or en basket-ball en fauteuil roulant, en battant l'Australie 46 à 27,. Elle est la seule femme paraplégique à participer aux épreuves de basket-ball aux Jeux paralympiques mais à la suite de problèmes de colonne vertébrale, elle doit se tourner vers un autre sport. À Pékin, lors des Jeux paralympiques de 2008, elle rafle deux médailles d'or en athlétisme, sur le 200 m T52 et le 100 m T52. Aux Jeux paralympiques de Londres 2012, Stilwell conserve son titre paralympique sur le 200 m T52 en 33 s 80, battant le record des Jeux de plus de deux secondes. Quatre jours plus tard, Stilwell perd son titre paralympique sur le 200 m au profit de la Belge Marieke Vervoort et termine deuxième de la course. Cette médaille d'argent est ce qu'elle considère comme le pire moment de sa carrière. Elle remporte l'épreuves du 100 m aux Jeux paralympiques de Rio 2016, en 1 min 5 s 43 battant le record paralympique et reprend le titre à la Belge Marieke Vervoort. Elle remporte aussi le 400 m T52. 

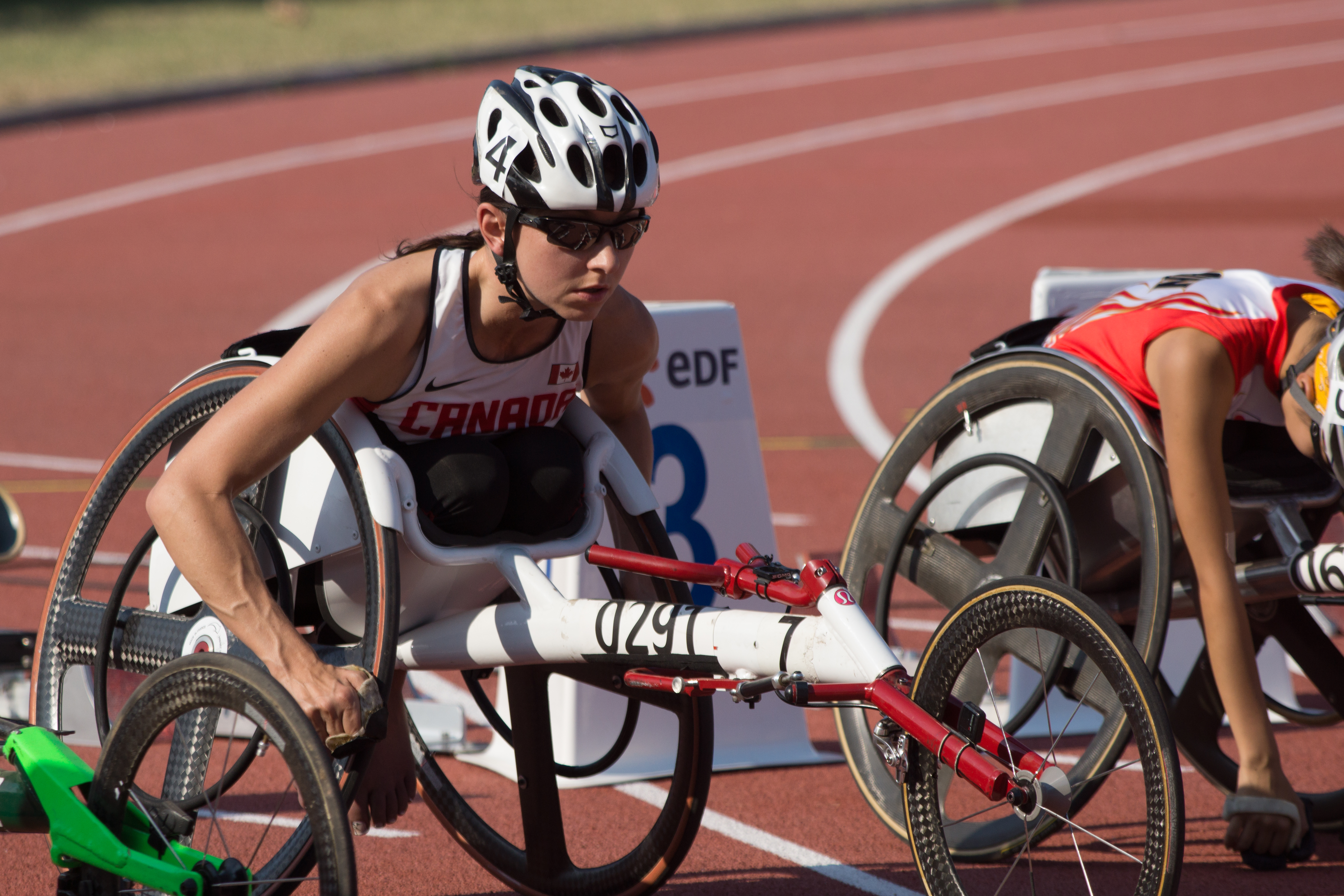
Michelle Stilwell aux Championnats du monde handisport en 2013.

Ses succès aux Jeux paralympiques sont suivis par trois médailles d'or (avec les records des championnats) et une d'argent lors des Championnats du monde handisport de 2011 à Christchurch, en Nouvelle-Zélande. 
En 2017, elle annonce mettre un terme à sa carrière sportive, considérant avoir réalisé tous ses rêves sur le plan sportif. En 2018, elle est élue au comité international paralympique dans le comité des finances. 

## Vie privée
Mariée, elle est mère d'un petit garçon autiste.

## Distinctions
- 2017 : BC Sports Hall of Fame[17]